# Aguascalientia
Aguascalientia — вимерлий рід мініатюрних верблюдових, ендемічний для Північної Америки (на південь аж до Панамського каналу) у ранньому міоцені 23,0—20,4 млн років тому, який існував приблизно 3 мільйони років.